# گسل

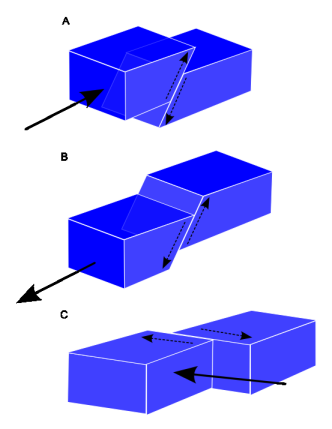
A. گسل معکوس B. گسل عادی C. گسل امتدادلغز

گُسَل یا گسله (به انگلیسی: Fault) به شکستگی‌هایی از پوسته زمین گفته می‌شود که سنگ‌های دو طرف صفحهٔ شکستگی در برابر همدیگر حرکت کرده باشند. این جابه‌جایی می‌تواند از چند میلی‌متر تا صدها متر باشد. انرژی آزاد شده به هنگام حرکت سریع گسل‌های فعال عامل وقوع اغلب زمین‌لرزه‌هاست.
گسل‌های بزرگ در پوسته زمین نتیجه حرکت برشی زمین هستند و زمین‌لرزه نیز نتیجه نیروی رها شده در حین لغزش سریع لبه‌های یک گسل به هم است. بزرگ‌ترین نمونه‌های گسل مرزهای میان ورقه‌های زمین‌ساختی کره زمین است. از آنجا که یک گسل معمولاً از یک شیار مستقیم و مرتب تشکیل نشده و ناحیه‌ای از تغییر شکل‌های پیچیده زمین را در بر می‌گیرد معمولاً به جای گسل از «منطقه گسلی» صحبت می‌کنند. بزرگ‌ترین گسل ایران گسل زاگرس است.

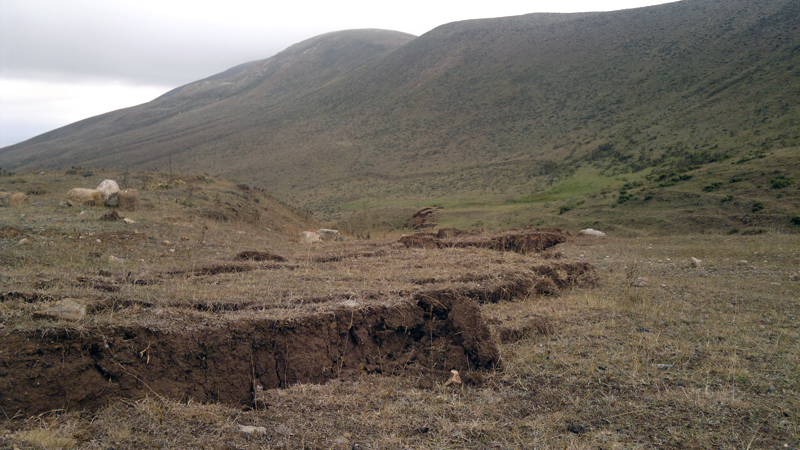
نمونه‌ای از یک گسل عادی در اطراف ورزقان، ایران

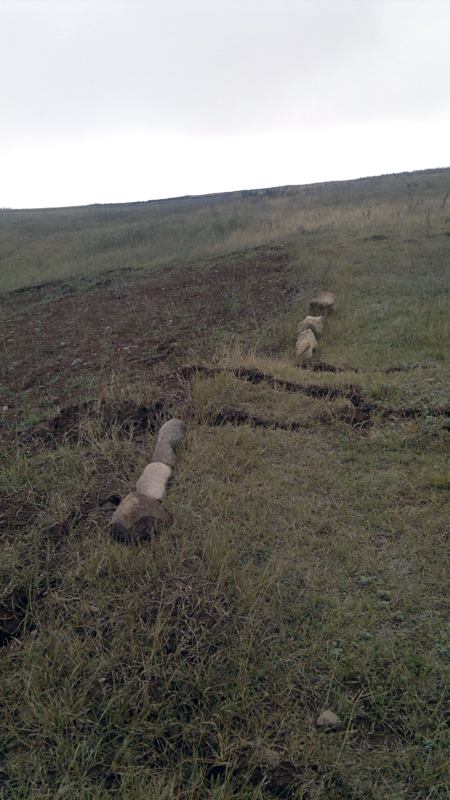
نمونه‌ای از یک گسل امتدادلغز در اطراف ورزقان، ایران. سنگ‌ها روی خط کشت قرار داده شده‌اند تا میزان جابجایی زمین مشخص شود.

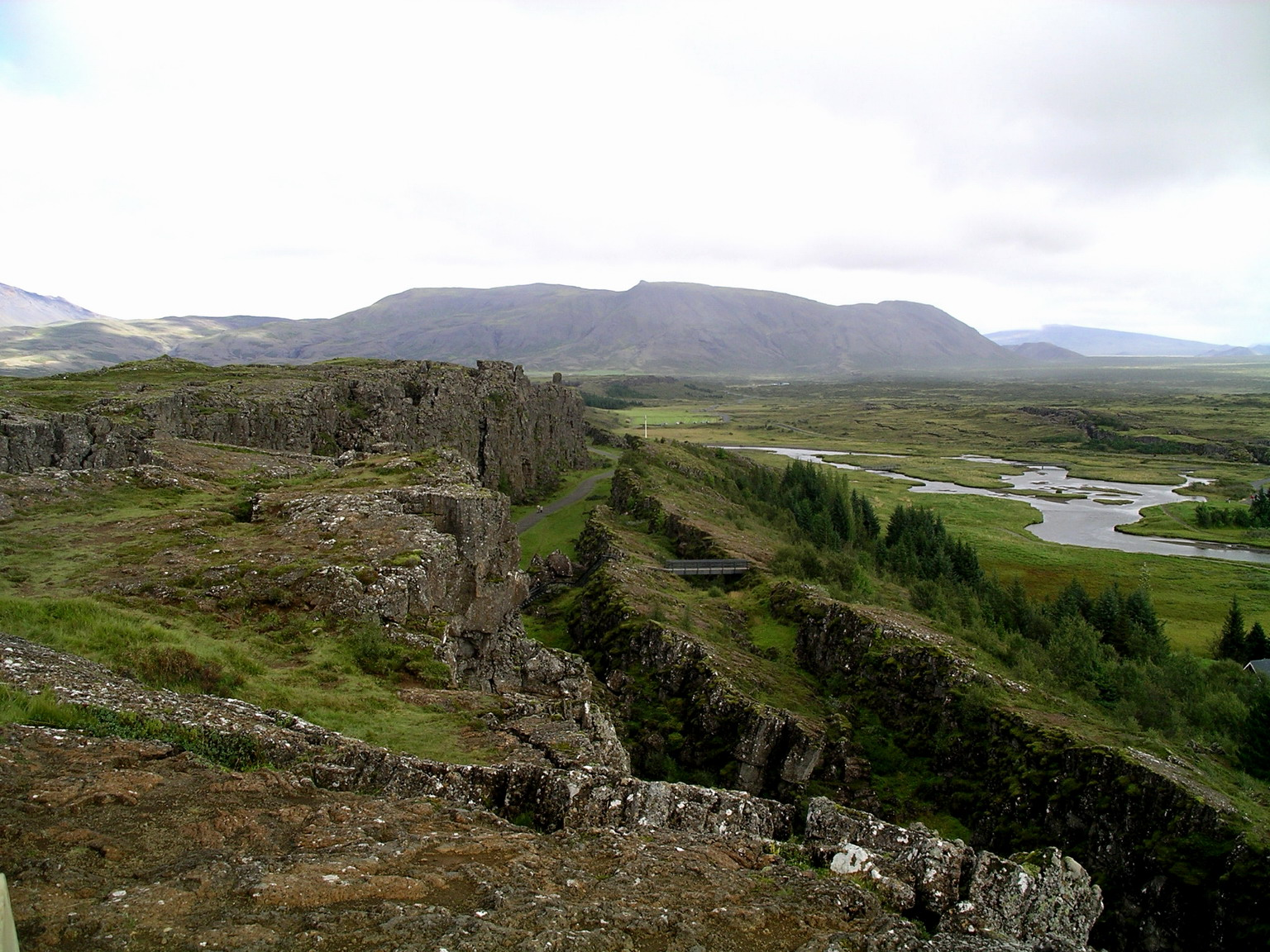
گسلی قوی در ذینگولیر ایسلند

## طبقه‌بندی

### بر اساس لغزش
زمین‌شناسان گسل‌ها را بر اساس لغزش به سه دسته تقسیم می‌کنند:
1. اگر لغزش کلی در جهت شیب گسل باشد گسل شیب لغز (Dip-slip fault) نامیده می‌شود.[۳] گسل‌های شیب لغز هم می‌توانند «عادی» باشند و هم «معکوس». گسل‌های عادی هنگامی ایجاد می‌شوند که پوستهٔ زمین تحت کشش باشد. در گسل‌های شیب‌لغز عادی فرادیواره نسبت به فرودیواره به سمت پایین حرکت کرده‌است. وضعیت گسل‌های معکوس، خلاف گسل‌های عادی است؛ بدین معنی که فرادیواره نسبت به فرودیواره به سمت بالا حرکت می‌کند. گسل‌های معکوس هنگامی ایجاد می‌شوند که پوستهٔ زمین تحت فشار باشد. شیب گسل‌های معکوس نسبتاً زیاد و بیش از ۴۵° است. گسل‌های رانده جابه‌جایی‌ای همانند گسل‌های معکوس دارند منتها شیب صفحهٔ گسل کمتر از ۴۵° است.[۴]
2. در صورتی که لغزش کلی به موازات امتداد گسل باشد، گسل امتدادلغز (Strike-slip fault) نامیده می‌شوند.[۵] در گسل‌های امتدادلغز جابه‌جایی به موازات امتداد گسل صورت می‌گیرد.[۶] در این نوع گسل‌ها سطح گسل تقریباً عمودی است. گسل‌های امتدادلغز راست‌بر را گسل‌های راست‌لغز و گسل‌های امتدادلغز چپ‌بر را گسل‌های چپ‌لغز نیز می‌نامند.
3. در صورتی که لغزش دارای هر دو مؤلفهٔ امتدادی و شیبی باشد، گسل مورب‌لغز (Oblique-slip fault یا Diagonal-slip fault) نامیده می‌شوند.[۷] گسلی که هم مؤلفهٔ لغزشی امتدادی داشته باشد و هم مؤلفهٔ لغزشی شیبی، گسل مورب‌لغز نام دارد.[۸] تقریباً همهٔ گسل‌ها هر دو مؤلفه را دارند، ولو کوچک. در نتیجه برای اینکه همهٔ گسل‌ها در این دسته جای نگیرند، لازم است که هر دو مؤلفهٔ گسل‌های مورب‌لغز قابل اندازه‌گیری و درخور توجه باشند.

### بر اساس شیب سطح گسل
- گسل‌های پرشیب (High angle faults)
- گسل‌های کم شیب (Low angle faults)
- گسل‌های قائم (Vertical faults)

### بر اساس حالت گسل نسبت به چینه‌بندی
- گسل چینه‌ای (Bedding Fault) (طبقه‌ای)
- گسل مطابق و نامطابق

### بر اساس وضعیت گسل نسبت به طبقات اطراف
در این نوع طبقه‌بندی، وضعیت گسل نسبت به طبقات اطراف مورد توجه قرار می‌گیرد.
- گسل امتدادی (Strike fault): به گسلی گفته می‌شود که امتداد آن تقریباً موازی امتداد لایه‌بندی یا شیستوزیتهٔ سنگ‌های مجاور باشد.
- گسل مورب (Oblique fault): به گسلی گفته می‌شود که امتداد آن نسبت به امتداد لایه‌بندی یا شیستوزیتهٔ سنگ‌های مجاور مورب باشد.
- گسل شیبی (Dip Fault): به گسلی گفته می‌شود که امتداد آن تقریباً موازی جهت شیب لایه‌بندی یا شیستوزیتهٔ سنگ‌های مجاور باشد. به عبارتی دیگر امتداد آن عمود بر امتداد لایه‌بندی یا شیستوزیتهٔ سنگ‌های مجاور باشد.
- گسل طولی (Longitudinal fault): به گسلی گفته می‌شود که امتداد آن تقریباً موازی امتداد عمومی ساخت‌های زمین‌شناسی ناحیه باشد.
- گسل عرضی (Transverse fault): به گسلی گفته می‌شود که امتداد آن تقریباً عمود بر امتداد عمومی ساخت‌های زمین‌شناسی ناحیه باشد.

### بر اساس طرح آن‌ها
در این روش گسل‌ها را بر مبنای وضعیت آن‌ها نسبت به یکدیگر طبقه‌بندی می‌کنند. در این تقسیم‌بندی:
- گسل‌های موازی (Parallel Fault)
- گسل‌های محیطی (Peripheral Fault)
- گسل‌های پَرمانند (Feather Fault)
- گسل‌های پوششی (En Echelon Fault) (پله‌ای)
- گسل‌های شعاعی (Radial Fault)